# Рамлеє
Рамлеє (пол. Ramleje, нім. Ramley) — село в Польщі, у гміні Сомоніно Картузького повіту Поморського воєводства.
Населення — 338 осіб (2011).
У 1975-1998 роках село належало до Гданського воєводства.

## Демографія
Демографічна структура станом на 31 березня 2011 року:
|          | Загалом | Допрацездатний вік | Працездатний вік | Постпрацездатний вік |
| -------- | ------- | ------------------ | ---------------- | -------------------- |
| Чоловіки | 175     | 45                 | 111              | 19                   |
| Жінки    | 163     | 50                 | 87               | 26                   |
| Разом    | 338     | 95                 | 198              | 45                   |